# Jungfräulichkeit (Bergengruen)
Jungfräulichkeit ist eine Novelle von Werner Bergengruen, die 1947 in Olten erschien. Die junge Patrizierin Margarethe Kampehl aus Reval sühnt die Tötung eines jungen Mannes ihres Standes.

## Inhalt
Während der Fastnacht will sich ein Betrunkener der 19-jährigen Margarethe unsittlich nähern. Sie entreißt ihm das Messer und lässt ihn hineinlaufen. Das Gericht spricht Margarethe frei, doch das Mädchen spricht sich selber schuldig: Sie geht ins Kloster Marien-Magdalenen. Nachdem Margarethe sieben Jahre im Kloster verbracht hat, ergibt sich mitten im tiefen Winter die Gelegenheit zur Sühne. Ein russisches Heer fällt ins Land ein. Die deutsche Bevölkerung flieht westwärts, und die Äbtissin ist ebenso wie ihre Nonnen ratlos. Eile ist geboten. Die Flucht auf den wenigen Pferdeschlitten werden nur einige Schwestern antreten können. Die Äbtissin will den alten und kranken Schwestern die Flucht ermöglichen. Nach Margarethes Vorschlag soll die Äbtissin mit den jungen Schwestern flüchten. So geschieht es.
Zurück bleibt Margarethe mit Greisinnen, zumal da sie als Einzige das Russische spricht. Als eine kleine Vorausabteilung der Russen das Kloster durch den Tiefschnee erreicht, öffnet ihr Margarethe das Tor und bewirtet die Krieger. Als der junge, kräftige, aber ein wenig naive Anführer gesättigt ist, zieht er sich mit Margarethe zurück, sperrt sich mit ihr ein und möchte ihr die Jungfräulichkeit nehmen. Margarethe gibt sich als Zauberin aus und ermuntert den Anführer, ihre Zauberkraft auf die Probe zu stellen. Sie sagt, er solle versuchen, ihr mit seinem Schwert den Kopf abzuschlagen. Es werde ihm misslingen, eben weil Margarethe zaubern kann. Sie kniet nieder und entblößt den weißen Nacken. Der Anführer zieht die Waffe und holt aus.

## Form
Die Form der Meisternovelle ist makellos. Der Leser fragt sich während der Lektüre des schmalen Bandes, wie nun Margarethe die Tötung ihres jungen Standesgenossen sühnen wird und wird vom Autor sachte auf die Antwort gelenkt: Margarethe opfert dem Russen ihre Jungfräulichkeit. Doch das tut sie eben nicht! Mit List opfert sie ihr Leben, auch, damit die Ordensschwestern überleben können.
Bergengruens Sprache verlangt dem Leser Feingefühl ab, z. B. wenn er schreibt, Margarethe sei sieben Jahre von keinem Manne berührt worden, so meint er das wörtlich. Es ist also nicht der Geschlechtsverkehr gemeint, sondern das Taktile – etwa das Ergreifen der Hand.

## Rezeption
„Der Schluß der Novelle kommt nur für Leser unerwartet, denen Bergengruens Œuvre nicht vertraut ist.“